# Vero Charles Driffield
Vero Charles Driffield (7 de maio de 1848 – 14 de novembro de 1915) foi um engenheiro químico, que também se envolveu com pesquisas relacionadas à tecnologia fotográfica.
Driffield foi educado na Liverpool Collegiate e na Sandbach Grammar School, e também foi aluno de uma escola privada em Southport. Terminados seus estudos, tornou-se aprendiz de um fotógrafo em Southport, mas em seguida decidiu estudar engenharia. Em 1871 ele foi empregado como engenheiro em Widnes, Lancashire, vindo a trabalhar sob as ordens do químico suíço Ferdinand Hurter. Através de um interesse em comum por música eles se tornaram amigos e, em cerca de 1876, Driffield convenceu Hurter a adotar a fotografia como hobby. Hurtler rapidamente desenvolveu um interesse científico pelo assunto e, juntos, realizaram importantes pesquisas e publicaram oito artigos tratando do tema. Em 1898 eles foram agraciados conjuntamente com a Progress Medal da Royal Photographic Society do Reino Unido.
Driffield morreu em 1915 e está enterrado no adro da igreja de Farnworth, perto de seu ex-colaborador Fernando Hurter.